# Ахмозе
Ахмозе је древна египатска краљица, жена фараона Тутмоса I и мајка фараонке Хатшепсут.
Иако њени родитељи нису познати, и никада није названа Краљевом кћери, верује се да би она могла бити ћерка фараона Аменхотепа I, или можда чак његова сестра, а ћерка његових родитеља, фараона Ахмозеа I и краљице Ахмозе-Нефертари. Али пошто је једна од њених титула била Краљева сестра, неки сугеришу на то да је она заиста била сестра свог будућег мужа, фараона Тутмоса I.
Но, сигурно је то да Краљева сестра није била њена једина титула. Ахмозе спада међу египатске владарке са највише имена, од којих су нека: Наследна принцеза, Господарица Велике Вољене Сласти, Велика Краљева жена, Молитвама Велика, Госпа Радости, Дама свих жена, Драги Хорусов Пријатељ...
Ахмозе је Тутмосу подарила једног од највећих фараона у хиљадугодишњој историји Египта - краљицу Хатшепсут. Не зна се поуздано да ли је имала још деце. На зидовима Храма мртвих приказана је са ћерком по имену Неферубити. Такође се за принчеве Аменмосеа и Ваџмосеа верује да нису њени, већ синови Тутмосове друге жене, краљице Мутнофрет.